# Kraaghagedis
De kraaghagedis (Chlamydosaurus kingii) is een hagedis uit de familie agamen (Agamidae). Het is de enige soort uit het geslacht Chlamydosaurus.
De hagedis dankt zijn naam aan de huidflap achter de hals die opgezet kan worden als een grote kraag. Het is een vrij grote soort die bijna een meter lang kan worden inclusief staart. De kraaghagedis leeft in open gebieden in Australië en Nieuw-Guinea. Het is een boombewoner die goed kan klimmen en een carnivoor die op levende prooien jaagt.

## Naamgeving en taxonomie
De kraaghagedis wordt ook wel kraagagame genoemd. De Nederlandstalige naam slaat op de grote en uitklapbare huidplooi achter de kop die dient ter afschrikking. De wetenschappelijke geslachtsnaam Chlamydosaurus betekent vrij vertaald 'hagedis met een cape', wat slaat op de halskraag. De soortnaam kingii is een eerbetoon aan de Britse marine-officier en natuuronderzoeker Phillip Parker King (1791 - 1856). King deed in de negentiende eeuw onderzoek naar de fauna van Australië.
De wetenschappelijke naam van de soort werd voor het eerst voorgesteld door John Edward Gray in 1825. Oorspronkelijk gebruikte Gray de naam Clamydosaurus. De kraaghagedis is de enige soort uit het monotypische geslacht Chlamydosaurus en er worden geen ondersoorten erkend.

## Uiterlijke kenmerken
De kraaghagedis bereikt een lichaamslengte van ongeveer 60 tot 90 centimeter inclusief de staart. Het lichaam is gedrongen, de poten zijn relatief lang. De staart is rond en lang en dun, deze wordt gebruikt als balans bij het rennen en ook om concurrenten van zich af te slaan. De lichaamskleur is roodbruin tot bruin of geelbruin. De kraaghagedis is te herkennen aan de duidelijk zichtbare kraag rond de keel van zowel mannetjes als vrouwtjes, die in rust als een grote huidflap langs de hals is gevouwen.
De kraag heeft veel weg van een cape als deze in rust over de bovenzijde van het lichaam wordt gevouwen. De kraag bevat net als een paraplu verstevigde delen die bij de kraaghagedis bestaan uit kleine botjes die in feite vergroeiingen zijn van het tongbeen. Het tonen van de halskraag dient om te imponeren; zowel om vijanden te bedreigen als om concurrenten af te schrikken en om indruk te maken op het andere geslacht. De kraaghagedis is uniek in zijn soort; een dergelijke wijze van imponeren is van geen enkel ander reptiel bekend. De diameter van de kraag van een volwassen mannetje kan 30 centimeter bereiken.
Om de kraag uit te klappen moet de hagedis zijn bek wijd opensperren; met een gesloten bek is dat onmogelijk. Bij een geopende bek wordt tevens de gele binnenzijde van de mond zichtbaar die eveneens dient om af te schrikken. De voorpoten worden opgericht zodat de kop zover mogelijk van de grond komt. De geopende kraag kan een doorsnede hebben van ongeveer 35 centimeter. Als de show een vijand niet overtuigt, zet de agame het op een lopen waarbij het dier op alleen de achterpoten wegrent. De hagedis houdt dit echter niet lang vol en vlucht vervolgens meestal in een boom.

## Verspreiding en habitat

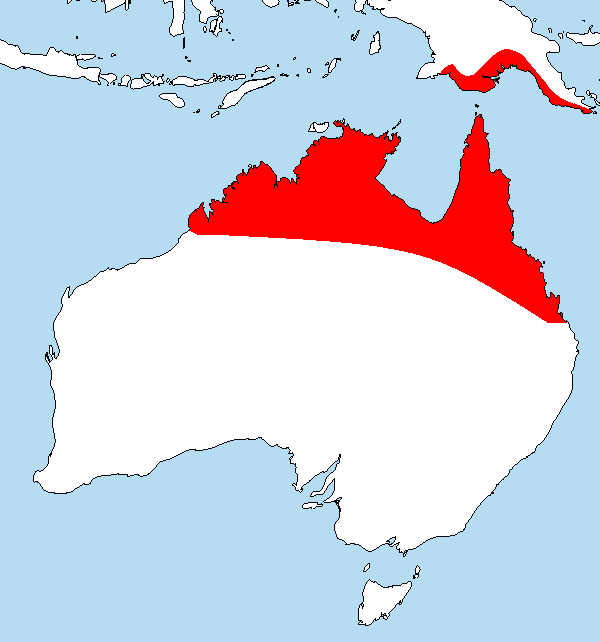
Verspreidingsgebied in het rood.

De kraaghagedis komt voor in zuidelijk Nieuw-Guinea en noordelijk Australië, en alleen in kuststreken. In Australië komt de hagedis alleen voor in de noordoostelijke kuststrook, in de staten Noordelijk Territorium, Queensland en West-Australië. De verspreiding loopt westelijk van Broome tot Rockhampton in het oosten. In Nieuw Guinea komt de agame alleen voor in een smalle strook van het zuiden van het eiland. De soort ontbreekt op het uiterst westelijk gelegen eiland Yos Sudarso, maar komt verder in het gehele zuiden van Nieuw-Guinea voor.
De kraaghagedis leeft in relatief droge streken die een open structuur hebben zonder dichte vegetatie. Schuilmogelijkheden als holle bomen en spleten in rotsen zijn wel gewenst. De agame is grotendeels boombewonend en kan uitstekend klimmen. De kraaghagedis zoekt de lagere takken op van de boom, waar andere hagedissen juist in de kruin te vinden zijn.
In grote delen van het verspreidingsgebied komt de agame nog algemeen voor. De soort wordt door de IUCN beschouwd als niet bedreigd (Least Concern). Bedreigingen zijn vooral van menselijke aard, zoals verwilderde katten die op de hagedis jagen. Ook komen regelmatig bosbranden voor in het natuurlijke verspreidingsgebied. Van een populatie in Nationaal park Kakadu is bekend dat een derde van de exemplaren een brand niet overleefden. Een andere bedreiging is de komst van de invasieve reuzenpad (Rhinalla marina). Deze pad vergiftigt de predatoren die hem opeten, daar waar de pad is opgedoken is een afname van de populatiedichtheid vastgesteld.

## Levenswijze

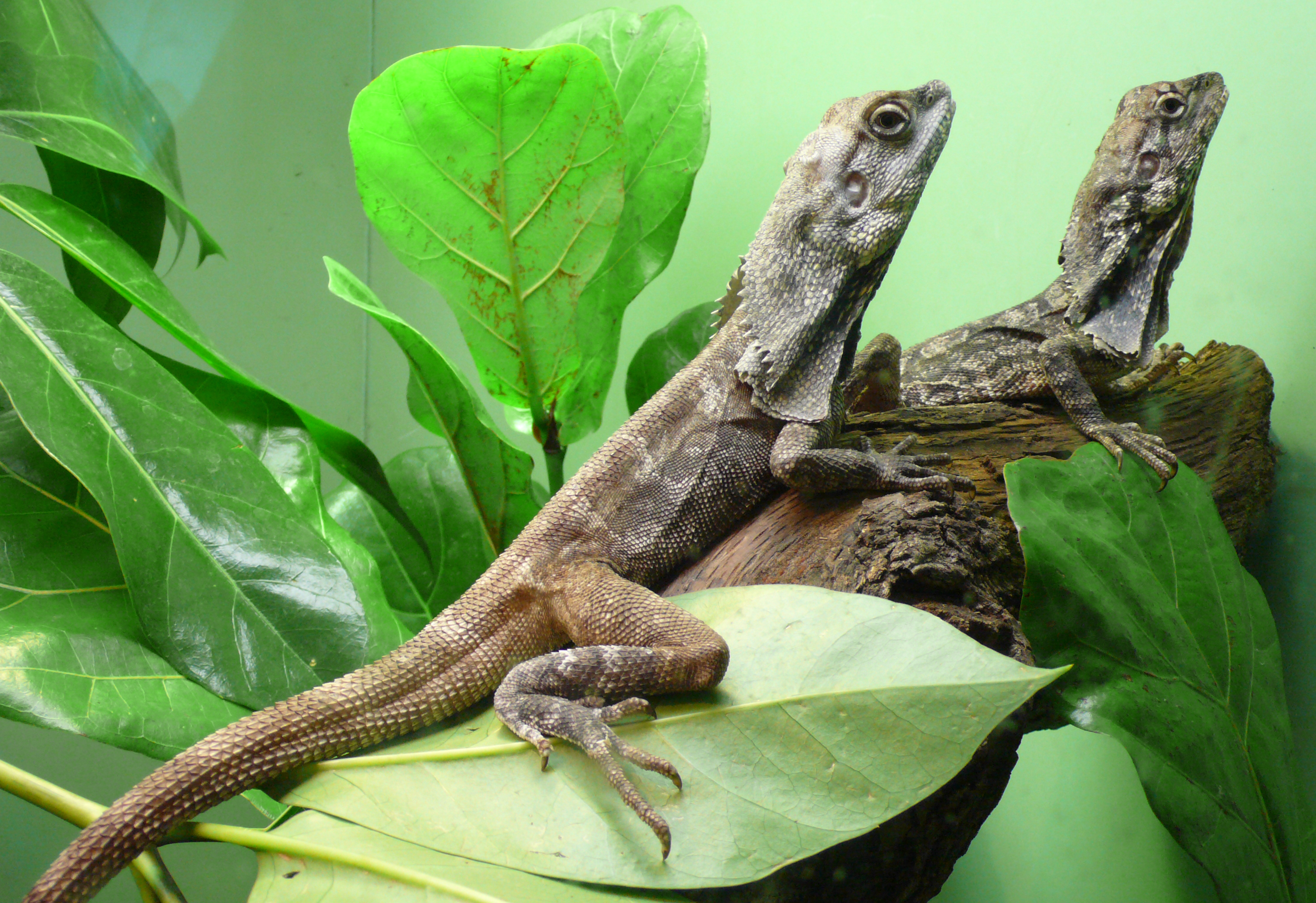
Twee exemplaren in een terrarium.

Vaak wordt tegen een boomstam een zonnebad genomen om op te warmen. Als het te heet wordt zoekt de hagedis de schaduw op zoals in de kruin van een boom.
De agame jaagt op wat grotere prooien zoals grotere insecten en kleine zoogdieren en andere hagedissen. Een groot deel van het menu bestaat echter uit mieren, aangezien deze een van de weinige dieren zijn die algemeen voorkomen in dezelfde habitat als de kraagagame. Opmerkelijk is dat de hagedis gebieden na een bosbrand opzoekt: als de vegetatie verschroeid is kunnen kleine dieren niet goed meer schuilen en zijn ze een gemakkelijke prooi.
Bij de mannetjes wordt de kraag gebruikt om concurrenten af te bluffen waarbij ze elkaar slaan met de staart. De hagedis richt zich op door de voorpoten te strekken waardoor het dier nog groter lijkt. Ook worden harde, sissende geluiden gemaakt en worden schijnaanvallen uitgevoerd.
De kraaghagedis is eierlegger. De voortplantingstijd begint tijdens het regenseizoen. Deze loopt van oktober tot maart. De eitjes worden afgezet in de bodem van een kuiltje die na de eiafzet weer wordt dichtgegooid. De vrouwtjes zetten de eitjes af op open plekken die door de zon worden beschenen. Begroeide plaatsen worden vermeden om overschaduwing door planten te voorkomen. Er worden zo'n 8 tot 14 eieren in een legsel afgezet die na ongeveer twee tot drie maanden uitkomen. Het aantal eitjes per legsel kan sterk verschillen per populatie, wat waarschijnlijk in verband staat met het voedselaanbod. Als de juvenielen verschijnen lijken ze al direct op de volwassen dieren, al zijn ze veel kleiner.
Als het gemiddeld warmer is geweest dan 35 graden, dan komen uit het nest alleen maar vrouwtjes voort.